# Димитър Въндев
Димитър Любомиров Въндев (4 април 1945 – 26 септември 2004) е български математик, специалист по теория на вероятностите и статистика.
Завършва математика (математическа статистика) в Ленинградския държавен университет (ЛДУ) през 1968 г. След едногодишно прекъсване продължава редовна аспирантура и през 1973 г. защитава в ЛДУ докторска теза (PhD) на тема „Независимость в пространствах с бесконечной мерой“.
След дипломирането си започва работа в Математически институт (сега ИМИ) на БАН. Продължава работа в Математическия институт (вече Институт по математика и механика в рамките на Единния център за наука и подготовка на кадри по математика и механика) и след завършване на аспирантурата (докторантурата) си. През 1979 г. се хабилитира и оглавява новосъздадената Лаборатория по компютърна стохастика (ЛКС) в Института на БАН. В ЛКС, под негово ръководство, се решават множество задачи за статистически анализ на данни от различни области на знанието и се създава уникален статистически софтуер (StatLab, MStat, TStat) за персонални компютри.
Съвместно със сектор „Вероятности и статистика“ в Лабораторията се обучават специализантите (магистри) и аспирантите (докторанти) в областта на стохастиката (теория на вероятностите и математическа статистика). Под научното ръководство на Димитър Въндев се подготвят и успешно защититават над дузина докторски тези и многобройни дипломни работи дори и след разделянето на Факултета по математика и информатика (ФМИ) на Софийския университет и Института по математика и информатика на БАН. За да подпомогне обезлюдената катедра „Вероятности и статистика“ Въндев се премества официално във ФМИ от 1 ноември 1995 г. Той е ръководител на катедрата от 1998 г. до обединението ѝ със сродната катедра „Изследване на операциите“ в края на 1999 г. В обединената катедра „Вероятности, операционни изследвания и статистика“ (ВОИС) той продължава да ръководи направлението „Вероятности и статистика“. Димитър Въндев е заместник-декан на ФМИ от 10 май 1999 г. до смъртта си през 2004 г. С неговото активно участие се подготвят учебните програми за специалността „Приложна математика“ и магистърските програми „Математическо моделиране в икономиката“ и „Вероятности и статистика“ (2004/2005 учебна година).
Научните му интереси са в областта на приложната статистика, статистическите алгоритми и софтуер, теория на мярката, робастната статистика, образованието по стохастика.
Димитър Въндев е в ръководството на Националния семинар по стохастика към Съюза на математиците в България (СМБ). Основател на Българското статистическо дружество (1991) и първи секретар, последователно подпредседател и председател. Заемал е и поста заместник-председател на Сдружението на статистиците в България.
Въндев взема дейно участие в предварителната организация и регулярното провеждане на традиционната Международна лятна школа по теория на вероятностите и математическа статистика, както и семинара по Статистически анализ на данни.